# Mirjam Tapper

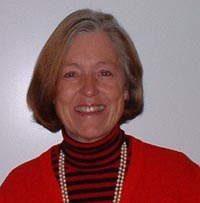
Mirjam Tapper

Mirjam Elisabeth Tapper, född 1948, är en svensk författare och kulturvetare (etnolog).
Mirjam Tapper har en fil kandexamen från kulturvetarlinjen vid Stockholms universitet och diplom från Skriv-Institutet där hennes lärare var journalisten Kerstin Kugelberg. Hon har också en privatutbildning som pianist och examen från ett privat handelsinstitut i Umeå och har i många år bedrivit självstudier i psykologi och esoteriska ämnen. Mirjam Tapper har arbetat som pianist och pianolärare i flera år och debuterade 1965 som författare med boken Ulrika, en ungdomsroman, utgiven på eget förlag.
Under de senaste åren har Tapper arbetat med forskning om svenska och utländska kulturpersonligheter, 2001 och 2003 utkom böcker om Ellen Keys kärlekshistoria med litteraturkritikern, lantbrukaren och löjtnanten Urban von Feilitzen, böcker som bygger på hennes transkriptioner av originalbrev i Kungliga biblioteket (KB).  